# Glee (sæson 6)
Den sjette og sidste sæson af Glee blev bestilt den 19. april 2013 sammen med den femte sæson, som en del af en to-sæsons fornyelsesaftale for showet på Fox. Den sidste sæson, der består af 13 episoder, havde premiere fredag d. 9. januar 2015, med en to-timers episode, og en to-timers seriefinale vil vist den 20. marts 2015. Denne sæsons episoder bliver vist om fredagen klokken 21:00, hvor premieren og finalen starter en time tidligere.

## Afsnit
| Nr. i serie | Nr. i sæson | Titel                                | Instruktør        | Forfatter                                | Oprindelig sendedato | Produktionskode | Amerikanske seere (i millioner) |
| --- | ----------- | ------------------------------------ | ----------------- | ---------------------------------------- | -------------------- | --------------- | ------------------------------- |
| 109 | 1           | "Loser Like Me"                      | Bradley Buecker   | Ryan Murphy, Brad Falchuk og Ian Brennan | 9. januar 2015       | 6ARC01          | 2.34                            |
| Rachels tv-show er aflyst efter en enkelt episode, så hun vender tilbage til Lima hvor hun finder ud af, at hendes fædre skal have en skilsmisse. Da hun finder ud af, at Sue har fjernet alle kunstarter fra McKinley, overbeviser Rachel Limas skoledirektør om, at koret skal genindføres, men han insisterer på, at hun leder den. Blaine er også vendt tilbage til Lima efter Kurt har brudt deres forlovelse og han blev smidt ud af NYADA; han er nu korleder for Warblers, Will er korleder for rivalerne Vocal Adrenaline, og Sam er assistenttræner for McKinley fodboldhold. Kurt savner Blaine og beslutter sig for at lave sin NYADA tredje-årigt projekt i Lima, hvor han hjælper Rachel med New Directions, men opdager, at Blaine er flyttet og dater Dave Karofsky. |             |                                      |                   |                                          |                      |                 |                                 |
| 110 | 2           | "Homecoming"                         | Bradley Buecker   | Ryan Murphy                              | 9. januar 2015       | 6ARC02          | 2.34                            |
| McKinleys tidligere studerende er vende tilbage til hjemkomstfesten, herunder Mercedes, Artie, Puck, Quinn, Santana, Brittany, Tina, og Becky. De tidligere medlemmer af New Directions er enige om at hjælpe Rachel og Kurt med at rekruttere medlemmer til koret, hvilket fører dem til at finde talenter fra folk, som en sjælfuld enspænder navngivet Roderick (Noah Guthrie) og cheerleadertvillingerne Mason (Billy Lewis Jr.) og Madison McCarthy (Laura Dreyfuss). Blaine står over for et problem, da en pige ved navn Jane Hayward (Samantha Marie Ware), nyligt optaget på Dalton Academy, ønsker at slutte sig til den mandlige kor Wablers. Trods en inciterenede audition, bliver hun nægtet en plads i koret, og som en konsekvens heraf, overføres hun til McKinley og slutter sig til New Directions. |             |                                      |                   |                                          |                      |                 |                                 |
| 111 | 3           | "Jagged Little Tapestry"             | Paul McCrane      | Brad Falchuk                             | 16. januar 2015      | 6ARC03          | 1.98                            |
| Rachel og Kurt introducere deres første opgave for den nydannede kor og de resterende alumni: at udføre et mash-ups af sange fra Carole Kings Tapestry og Alanis Morissettes Jagged Little Pill. Santana beslutter at fri til Brittany, som får Kurt til lave indsigelser, hvilket vækker Santanas vrede. Kurts bitterhed forårsager også spændinger med Rachel, hvis optimistiske ledelse er i strid med Kurts realistiske forventninger til de nye medlemmer. I mellemtiden, er Becky tilbage på McKinley og spørger Quinn og Tina om at overbevise sin nye kæreste Darrell, at hun var i koret efter forsøger at imponere ham med en række løgne. Coach Beiste er blevet diagnosticeret med kønsdysfori, og fortæller Sam og Principal Sue om hendes forestående kirurgi. |             |                                      |                   |                                          |                      |                 |                                 |
| 112 | 4           | "The Hurt Locker, Part One"          | Ian Brennan       | Ian Brennan                              | 23. januar 2015      | 6ARC04          | 1.82                            |
| Sue arrangerer en venskabsdyst for New Directions, Vocal Adrenaline og Dalton Academy Wablers, på trods af at Rachel og Kurts gruppe er stadig lille og uforberedt. Sue arbejder også bag kulisserne for at pille Will ned, fordi han konstant irriterende hende, samt at genforene Kurt og Blaine. For at opnå sine mål, hypnotiserer hun Sam og pålægger ham at være meget sød overfor Rachel. |             |                                      |                   |                                          |                      |                 |                                 |
| 113 | 5           | "The Hurt Locker, Part Two"          | Barbara Brown     | Ian Brennan                              | 30. januar 2015      | 6ARC05          | 1.85                            |
| Efter Vocal Adrenaline har sunget, meddeler Sue, at hun er at forlænget venskabsdysten med to dage mere for at give New Directions mere tid til at forberede sig. Da koret mangler flere medlemmer, spørger Rachel Kitty Wilde, om hun vil tilslutte sig; da hun oprindeligt var tøvende på grund af hjertesorg, overgiver hun sig og hjælper Rachel med at oprette en ny sætliste, hvor de bruger nogle af Sues yndlingssange. Sam hjælper også i rekrutteringsprocessen ved at overbevise Spencer Porter om at deltage. I mellemtiden, lokker Sue Blaine og Kurt ind i en falsk elevator før Wablers skal synge og fortæller dem via en robot, at de skal kysse lidenskabeligt, hvis de ønsker at forlade elevatoren - hvilket de gør, efter at have tilbragt over en dag i fangenskab. De undslippe ligesom New Directions skal synge. Trods hendes forsøg på at sabotere deres chancer, må Sue modstræbende hædre New Directions som vindere af venskabsdysten; Vocal Adrenaline er kommet på andenpladsen, som ærgrer Clint (Max George), som er forsanger. Kurt og Blaine konfrontere Sue og fortælle hende, at det kys blot har bekræftet deres beslutning om, at forblive venner. Hun ser ud til at indrømme det; dog fortæller hun senere Becky, at det var hendes plan hele tiden, og at hun har meget mere i ærmet. |             |                                      |                   |                                          |                      |                 |                                 |
| 114 | 6           | "What the World Needs Now"           | Barbara Brown     | Michael Hitchcock                        | 6. februar 2015      | 6ARC06          | 1.58                            |
| 115 | 7           | "Transitioning"                      | Dante Di Loreto   | Matthew Hodgson                          | 13. februar 2015     | 6ARC07          | 1.81                            |
| 116 | 8           | "A Wedding"                          | Bradley Buecker   | Ross Maxwell                             | 20. februar 2015     | 6ARC08          | 1.86                            |
| 117 | 9           | "Child Star"                         | Michael Hitchcock | Ned Martel                               | 27. februar 2015     | 6ARC10          | 1.69                            |
| 118 | 10          | "The Rise and Fall of Sue Sylvester" | Anthony Hemingway | Jessica Meyer                            | 6. marts 2015        | 6ARC11          | 1.81                            |
| 119 | 11          | "We Built This Glee Club"            | Joaquin Sedillo   | Aristotle Kousakis                       | 13. marts 2015       | 6ARC12          | 2.02                            |
| 120 | 12          | "2009"                               | Paris Barclay     | Ryan Murphy & Brad Falchuk & Ian Brennan | 20. marts 2015       | 6ARC09          | 2.69                            |
| 121 | 13          | "Dreams Come True"                   | Bradley Buecker   | Ryan Murphy & Brad Falchuk & Ian Brennan | 20. marts 2015       | 6ARC13          | 2.54                            |

## Produktion
Den 19. april 2013 fornyede Fox Glee med en femte og en sjette sæson, som en del af en to-sæson fornyelsesaftale for showet. . Ryan Murphy meddelte efterfølgende, at sæson seks ville være showets sidste, at det ikke ville være New York-centreret ligesom ved udgangen af femte sæson, at der vil være en tidsspring mellem sæson fems finale og sæson seks premiere, og at der i den sidste sæson af showet ville revidere de yngre McKinley High studerende, der ikke dimitterede i den femte sæson. Season seks er sat til at have premiere den 9. januar 2015, en del af 2014-15 tv sæsonen og til at udsende sine 13 episoder efter hinanden; det begynder og slutter med dobbelt episoder. Showet er planlagt til at blive udsendt kl. 21:00 østkyst tid, hvor de to timers premiere og finaleepisoder starter en time tidligere.
Executive Music Producer Adam Anders begyndte at arbejde på musikken for sæsonen den 16. juli 2014, og den 25. august var hans bror Alex Anders i studiet med Darren Criss, for at lave den første indspilning i sæsonen.